# Lauri Kristian Relander
Lauri Kristian Relander (Kurkijoki, 1883 – Helsinki, 1942) è stato un politico e agronomo finlandese.
È stato il secondo presidente della Repubblica finlandese, dal 1º marzo 1925 al 1º marzo 1931.

## Carriera
Era il figlio di Evald Kristian Relander e Gertrud Maria Olsoni.
Agronomo rinomato, come suo padre, dal 1909 divenne uno dei maggiori esponenti dell'ala destra della Lega Agraria (Maalaisliitto, ML), entrando nella Dieta lo stesso anno. Governatore della provincia di Viipuri (Vyborg), venne sempre lasciato in disparte dal presidente Kaarlo Juho Ståhlberg, che non gli affidò mai un governo né un ministero.
Eletto alla presidenza della Repubblica, non seguì mai veramente una linea politica prestabilita, preferendo risolvere singolarmente i problemi che gli si presentavano. Favorì l'ultranazionalismo nato a Lapua (Lappismo) col Movimento Patriottico Popolare (Isänmaallinen Kansanliik, IKL) e sollecitò il governo guidato da Pehr Evind Svinhufvud affinché prendesse iniziative contro i comunisti che, messi fuorilegge nel 1923, si erano riorganizzati nel Partito degli Operai e dei Piccoli Proprietari (1930). Ostile all'Unione Sovietica, mantenne la Finlandia nel suo stato di isolamento, pur compiendo numerose visite ufficiali nei Paesi Baltici e in Scandinavia. La sua condotta incontrò la disapprovazione di tutti i partiti e spinse la Lega Agraria a preferirgli Kyösti Kallio come candidato presidenziale nel 1931, ma Relander riuscì a provocarne la sconfitta, portando all'elezione del conservatore Svinhufvud.
Scaduto il suo mandato, Relander si ritirò dalla vita politica, lavorando come amministratore generale della compagnia assicuratrice "Suomen maalaisten paloapuyhdistys".